# Ułłubij Bujnakski
Ułłubij Danijałowicz Bujnakski (ros. Уллубий Даниялович Буйнакский, ur. 8 września 1890 we wsi Ułłu-Bujnak w obwodzie dagestańskim, zm. 16 sierpnia 1919 k. stacji kolejowej Szamchał w obwodzie dagestańskim) - rewolucjonista Dagestanu, bolszewik.
Po ukończeniu gimnazjum studiował na Wydziale Prawnym Uniwersytetu Moskiewskiego, 1916 wstąpił do SDPRR(b), po rewolucji lutowej prowadził działalność partyjną w Moskwie, potem w Dagestanie. Od 21 listopada 1917 do 1918 przewodniczący Dagestańskiego Komitetu Wojskowo-Rewolucyjnego, później działał w Astrachaniu, w lutym 1919 wrócił do Dagestanu i 16 lutego 1919 został przewodniczącym dagestańskiego podziemnego Komitetu Obwodowego RKP(b).
13 maja 1919 został aresztowany przez białych, następnie skazany na śmierć przez sąd wojenny i rozstrzelany.